# Arondismentul Laon
Arondismentul Laon (în franceză Arrondissement de Laon) este un arondisment din departamentul Aisne, regiunea Picardia, Franța.

## Subdiviziuni

### Cantoane
- Cantonul Anizy-le-Château
- Cantonul Chauny
- Cantonul Coucy-le-Château-Auffrique
- Cantonul Craonne
- Cantonul Crécy-sur-Serre
- Cantonul La Fère
- Cantonul Laon-Nord
- Cantonul Laon-Sud
- Cantonul Marle
- Cantonul Neufchâtel-sur-Aisne
- Cantonul Rozoy-sur-Serre
- Cantonul Sissonne
- Cantonul Tergnier

### Comune
| 1. Abbécourt (02001)                  | 2. Achery (02002)                          | 3. Agnicourt-et-Séchelles (02004)         | 4. Aguilcourt (02005)                        |
| 5. Aizelles (02007)                   | 6. Amifontaine (02013)                     | 7. Amigny-Rouy (02014)                    | 8. Andelain (02016)                          |
| 9. Anguilcourt-le-Sart (02017)        | 10. Anizy-le-Château (02018)               | 11. Archon (02021)                        | 12. Arrancy (02024)                          |
| 13. Assis-sur-Serre (02027)           | 14. Athies-sous-Laon (02028)               | 15. Aubigny-en-Laonnois (02033)           | 16. Audignicourt (02034)                     |
| 17. Aulnois-sous-Laon (02037)         | 18. Les Autels (02038)                     | 19. Autremencourt (02039)                 | 20. Autreville (02041)                       |
| 21. Barenton-Bugny (02046)            | 22. Barenton-Cel (02047)                   | 23. Barenton-sur-Serre (02048)            | 24. Barisis (02049)                          |
| 25. Bassoles-Aulers (02052)           | 26. Beaumont-en-Beine (02056)              | 27. Beaurieux (02058)                     | 28. Beautor (02059)                          |
| 29. Berlise (02069)                   | 30. Berrieux (02072)                       | 31. Berry-au-Bac (02073)                  | 32. Bertaucourt-Epourdon (02074)             |
| 33. Bertricourt (02076)               | 34. Besmé (02078)                          | 35. Besny-et-Loizy (02080)                | 36. Bichancourt (02086)                      |
| 37. Bièvres (02088)                   | 38. Blérancourt (02093)                    | 39. Bois-lès-Pargny (02096)               | 40. Boncourt (02097)                         |
| 41. Bosmont-sur-Serre (02101)         | 42. Bouconville-Vauclair (02102)           | 43. Bouffignereux (02104)                 | 44. Bourg-et-Comin (02106)                   |
| 45. Bourguignon-sous-Coucy (02107)    | 46. Bourguignon-sous-Montbavin (02108)     | 47. Brancourt-en-Laonnois (02111)         | 48. Braye-en-Laonnois (02115)                |
| 49. Brie (02122)                      | 50. Brunehamel (02126)                     | 51. Bruyères-et-Montbérault (02128)       | 52. Bucy-lès-Cerny (02132)                   |
| 53. Bucy-lès-Pierrepont (02133)       | 54. Béthancourt-en-Vaux (02081)            | 55. Caillouël-Crépigny (02139)            | 56. Camelin (02140)                          |
| 57. Caumont (02145)                   | 58. Cerny-en-Laonnois (02150)              | 59. Cerny-lès-Bucy (02151)                | 60. Cessières (02153)                        |
| 61. Chaillevois (02155)               | 62. Chalandry (02156)                      | 63. Chambry (02157)                       | 64. Chamouille (02158)                       |
| 65. Champs (02159)                    | 66. Chaourse (02160)                       | 67. Charmes (02165)                       | 68. Chaudardes (02171)                       |
| 69. Chauny (02173)                    | 70. Chermizy-Ailles (02178)                | 71. Chevregny (02183)                     | 72. Chivres-en-Laonnois (02189)              |
| 73. Chivy-lès-Étouvelles (02191)      | 74. Châtillon-lès-Sons (02169)             | 75. Chéry-lès-Pouilly (02180)             | 76. Chéry-lès-Rozoy (02181)                  |
| 77. Chérêt (02177)                    | 78. Cilly (02194)                          | 79. Clacy-et-Thierret (02196)             | 80. Clermont-les-Fermes (02200)              |
| 81. Colligis-Crandelain (02205)       | 82. Commenchon (02207)                     | 83. Concevreux (02208)                    | 84. Condren (02212)                          |
| 85. Condé-sur-Suippe (02211)          | 86. Corbeny (02215)                        | 87. Coucy-la-Ville (02219)                | 88. Coucy-le-Château-Auffrique (02217)       |
| 89. Coucy-lès-Eppes (02218)           | 90. Courbes (02222)                        | 91. Courtrizy-et-Fussigny (02229)         | 92. Couvron-et-Aumencourt (02231)            |
| 93. Craonne (02234)                   | 94. Craonnelle (02235)                     | 95. Crécy-au-Mont (02236)                 | 96. Crécy-sur-Serre (02237)                  |
| 97. Crépy (02238)                     | 98. Cuirieux (02248)                       | 99. Cuiry-lès-Chaudardes (02250)          | 100. Cuiry-lès-Iviers (02251)                |
| 101. Cuissy-et-Geny (02252)           | 102. Dagny-Lambercy (02256)                | 103. Danizy (02260)                       | 104. Dercy (02261)                           |
| 105. Deuillet (02262)                 | 106. Dizy-le-Gros (02264)                  | 107. Dohis (02265)                        | 108. Dolignon (02266)                        |
| 109. Eppes (02282)                    | 110. Erlon (02283)                         | 111. Faucoucourt (02301)                  | 112. Festieux (02309)                        |
| 113. Folembray (02318)                | 114. Fourdrain (02329)                     | 115. Fresnes (02333)                      | 116. Fressancourt (02335)                    |
| 117. Frières-Faillouël (02336)        | 118. Froidmont-Cohartille (02338)          | 119. La Fère (02304)                      | 120. Gernicourt (02344)                      |
| 121. Gizy (02346)                     | 122. Goudelancourt-lès-Berrieux (02349)    | 123. Goudelancourt-lès-Pierrepont (02350) | 124. Grandlup-et-Fay (02353)                 |
| 125. Grandrieux (02354)               | 126. Guignicourt (02360)                   | 127. Guivry (02362)                       | 128. Guny (02363)                            |
| 129. Guyencourt (02364)               | 130. Jumencourt (02395)                    | 131. Jumigny (02396)                      | 132. Juvincourt-et-Damary (02399)            |
| 133. Landricourt (02406)              | 134. Laniscourt (02407)                    | 135. Laon (02408)                         | 136. Lappion (02409)                         |
| 137. Laval-en-Laonnois (02413)        | 138. Leuilly-sous-Coucy (02423)            | 139. Lierval (02429)                      | 140. Liesse-Notre-Dame (02430)               |
| 141. Liez (02431)                     | 142. Lislet (02433)                        | 143. Lizy (02434)                         | 144. Lor (02440)                             |
| 145. Maizy (02453)                    | 146. La Malmaison (02454)                  | 147. Manicamp (02456)                     | 148. Marchais (02457)                        |
| 149. Marcy-sous-Marle (02460)         | 150. Marest-Dampcourt (02461)              | 151. Marle (02468)                        | 152. Martigny-Courpierre (02471)             |
| 153. Mauregny-en-Haye (02472)         | 154. Mayot (02473)                         | 155. Mennessis (02474)                    | 156. Menneville (02475)                      |
| 157. Merlieux-et-Fouquerolles (02478) | 158. Mesbrecourt-Richecourt (02480)        | 159. Meurival (02482)                     | 160. Missy-lès-Pierrepont (02486)            |
| 161. Molinchart (02489)               | 162. Monampteuil (02490)                   | 163. Monceau-le-Waast (02493)             | 164. Monceau-lès-Leups (02492)               |
| 165. Mons-en-Laonnois (02497)         | 166. Montaigu (02498)                      | 167. Montbavin (02499)                    | 168. Montchâlons (02501)                     |
| 169. Montcornet (02502)               | 170. Monthenault (02508)                   | 171. Montigny-le-Franc (02513)            | 172. Montigny-sous-Marle (02516)             |
| 173. Montigny-sur-Crécy (02517)       | 174. Montloué (02519)                      | 175. Morgny-en-Thiérache (02526)          | 176. Mortiers (02529)                        |
| 177. Moulins (02530)                  | 178. Moussy-Verneuil (02531)               | 179. Muscourt (02534)                     | 180. Mâchecourt (02448)                      |
| 181. Neufchâtel-sur-Aisne (02541)     | 182. Neuflieux (02542)                     | 183. La Neuville-Bosmont (02545)          | 184. La Neuville-en-Beine (02546)            |
| 185. Neuville-sur-Ailette (02550)     | 186. Nizy-le-Comte (02553)                 | 187. Noircourt (02556)                    | 188. Nouvion-et-Catillon (02559)             |
| 189. Nouvion-le-Comte (02560)         | 190. Nouvion-le-Vineux (02561)             | 191. Oeuilly (02565)                      | 192. Ognes (02566)                           |
| 193. Orainville (02572)               | 194. Orgeval (02573)                       | 195. Oulches-la-Vallée-Foulon (02578)     | 196. Paissy (02582)                          |
| 197. Pancy-Courtecon (02583)          | 198. Parfondeval (02586)                   | 199. Parfondru (02587)                    | 200. Pargnan (02588)                         |
| 201. Pargny-les-Bois (02591)          | 202. Pierremande (02599)                   | 203. Pierrepont (02600)                   | 204. Pignicourt (02601)                      |
| 205. Pignon (02602)                   | 206. Ployart-et-Vaurseine (02609)          | 207. Pont-Saint-Mard (02616)              | 208. Pontavert (02613)                       |
| 209. Pouilly-sur-Serre (02617)        | 210. Presles-et-Thierny (02621)            | 211. Prouvais (02626)                     | 212. Proviseux-et-Plesnoy (02627)            |
| 213. Prémontré (02619)                | 214. Quierzy (02631)                       | 215. Quincy-Basse (02632)                 | 216. Raillimont (02634)                      |
| 217. Remies (02638)                   | 218. Renneval (02641)                      | 219. Rogécourt (02651)                    | 220. Roucy (02656)                           |
| 221. Rouvroy-sur-Serre (02660)        | 222. Royaucourt-et-Chailvet (02661)        | 223. Rozoy-sur-Serre (02666)              | 224. Résigny (02642)                         |
| 225. Saint-Aubin (02671)              | 226. Saint-Erme-Outre-et-Ramecourt (02676) | 227. Saint-Gobain (02680)                 | 228. Saint-Nicolas-aux-Bois (02685)          |
| 229. Saint-Paul-aux-Bois (02686)      | 230. Saint-Pierremont (02689)              | 231. Saint-Thomas (02696)                 | 232. Sainte-Croix (02675)                    |
| 233. Sainte-Geneviève (02678)         | 234. Sainte-Preuve (02690)                 | 235. Samoussy (02697)                     | 236. Selens (02704)                          |
| 237. La Selve (02705)                 | 238. Septvaux (02707)                      | 239. Servais (02716)                      | 240. Sinceny (02719)                         |
| 241. Sissonne (02720)                 | 242. Soizé (02723)                         | 243. Sons-et-Ronchères (02727)            | 244. Suzy (02733)                            |
| 245. Tavaux-et-Pontséricourt (02737)  | 246. Tergnier (02738)                      | 247. Thiernu (02742)                      | 248. Le Thuel (02743)                        |
| 249. Toulis-et-Attencourt (02745)     | 250. Travecy (02746)                       | 251. Trosly-Loire (02750)                 | 252. Trucy (02751)                           |
| 253. Ugny-le-Gay (02754)              | 254. Urcel (02755)                         | 255. Variscourt (02761)                   | 256. Vassens (02762)                         |
| 257. Vassogne (02764)                 | 258. Vaucelles-et-Beffecourt (02765)       | 259. Vauxaillon (02768)                   | 260. Vendresse-Beaulne (02778)               |
| 261. Verneuil-sous-Coucy (02786)      | 262. Verneuil-sur-Serre (02787)            | 263. Versigny (02788)                     | 264. Vesles-et-Caumont (02790)               |
| 265. Veslud (02791)                   | 266. Vigneux-Hocquet (02801)               | 267. La Ville-aux-Bois-lès-Dizy (02802)   | 268. La Ville-aux-Bois-lès-Pontavert (02803) |
| 269. Villequier-Aumont (02807)        | 270. Vincy-Reuil-et-Magny (02819)          | 271. Viry-Noureuil (02820)                | 272. Vivaise (02821)                         |
| 273. Vorges (02824)                   | 274. Voyenne (02827)                       | 275. Wissignicourt (02834)                | 276. Ébouleau (02274)                        |
| 277. Étouvelles (02294)               | 278. Évergnicourt (02299)                  |                                           |                                              |